# Anggun Nugroho
Anggun Nugroho (* 28. August 1982 in Banyumas) ist ein ehemaliger Badmintonspieler aus Indonesien.

## Karriere
Anggun Nugroho nahm am olympischen Badmintonturnier 2004 teil und wurde dabei Neunter im Mixed mit Eny Widiowati. Bei den Asienmeisterschaften 2003 gewannen beide Silber. Auch bei den Südostasienspielen konnte er sich zweimal Silber erkämpfen.

## Erfolge
| Saison | Veranstaltung      | Disziplin    | Platz | Name                                       |
| ------ | ------------------ | ------------ | ----- | ------------------------------------------ |
| 2002   | Indonesia Open     | Mixed        | 5     | Anggun Nugroho / Eny Widiowati             |
| 2003   | Asienmeisterschaft | Mixed        | 2     | Anggun Nugroho / Eny Widiowati             |
| 2003   | Südostasienspiele  | Mixed        | 2     | Anggun Nugroho / Eny Widiowati             |
| 2004   | China Open         | Mixed        | 3     | Anggun Nugroho / Tetty Yunita              |
| 2005   | Südostasienspiele  | Mixed        | 2     | Anggun Nugroho / Tetty Yunita              |
| 2007   | New Zealand Open   | Mixed        | 2     | Anggun Nugroho / Nitya Krishinda Maheswari |
| 2007   | New Zealand Open   | Herrendoppel | 3     | Anggun Nugroho / Devin Lahardi Fitriawan   |